# Tina Krebs
Tina Krebs Bahn født 1. januar 1963 er en tidligere dansk atlet fra Fremad Holbæk. Hun var i semifinalen på 800 meter ved VM 1983 i Helsinki og kom dermed på Nordens hold mod USA . 
Tina Krebs studerede til arkitekt på Clemson University, South Carolina 1982-1987 og løb disse år for skolens hold Clemson Tigers.
Tina Krebs er tvilling til Trine Krebs.

## Deltagelse ved verdensmesterskaber
- 1988 6 km cross
- 1984 6 km cross
- 1983 800 meter
- 1981 6 km cross

## Danske senior mesterskaber
- 1988 800 meter og 1500 meter
- 1986 800 meter og 1500 meter
- 1985 800 meter og 1500 meter
- 1983 800 meter og 1500 meter
- 1982 800 meter og 1500 meter
- 1981 400 meter, 800 meter og 10km hold
- 1978 800 meter

### Danske senior mesterskaber indendørs
- 1982 800 meter
- 1979 800 meter

## Personlige rekorder
- 200 meter: 25,53 Skovdalen Atletikstadion, Aalborg 6. september 1980
- 400 meter: 55,38 Østerbro Stadion 15 august 1981
- 800 meter: 2:02,07 Knoxville, USA 21. maj 1983
- 1000 meter: 2:46,5 Østerbro Stadion9. juli 1981
- 1500 meter: 4:14,24 Glostrup Stadion 25. juni 1983
- 1 mile: 4.38.46 Cwmbran, Wales 9.juli 1983
- 3000 meter: 9:28,78 Frederiksberg Stadion 24. juli 1988
- 400 meter hæk: 62,4 Ballerup Atletikstadion 8. september 1981
- Højdespring: 1,70 Greve Stadion 24. maj 1979

### Indendørs
- 800 meter: 2:02.60  /Boston Invitational/ USA /dansk rekord
- 1000 meter 2:44,90 ?, USA ?/? 1986
- 1500 meter: 4:10,20 East Rutherford, USA 9. februar 1985 Dansk rekord/ NCAA rekord
- 1 mile: 4:38,40 East Rutherford, USA 8.februar 1986